# Ефендієв Султан-Меджид Меджид огли
Султан-Меджид Меджид огли Ефендієв (26 травня 1887, місто Шемаха, тепер Шамахи, Азербайджан — розстріляний 21 квітня 1938, місто Баку, тепер Азербайджан) — радянський діяч, голова Центрального виконавчого комітету Азербайджанської РСР. Член Закавказького крайового комітету ВКП(б), член Бюро ЦК КП(б) Азербайджану. Член Центральної контрольної комісії ВКП(б) у 1924—1927 роках. Член ЦВК СРСР.

## Життєпис
Народився в родині торговця Меджида Ефендієва та був онуком закавказького муфтія. Спочатку навчався в мектебі, але потім батько перевів його в Шемахинське трикласне училище. У 1902 році родина переїхала до Баку, де Султан-Меджид навчався в шестикласному училищі.
Член РСДРП з 1904 року, партійні псевдоніми: Мюфідзаде, Йолдаш, Султан. Займався революційною діяльністю в Бібі-Ейбаті, на промислах Таїрова, Мілова та Мухтарова, а потім на Балаханських промислах Баку. У той же період став одним із організаторів тюркської соціал-демократичної організації «Гуммет», що випускала однойменну газету.
Ефендієв брав участь у загальному страйку бакинських робітників 1904 року. Був одним із делегатів на переговорах із нафтопромисловцями, які відбулися 30 грудня 1904 року в будівлі акціонерного товариства «Електрична сила». Влітку 1906 року був організатором страйку на текстильній фабриці Тагієва в Баку. У роки Першої російської революції Ефендієв виявив себе як публіцист. Багато його статей публікувала щотижнева газета «Текамюль» («Еволюція»), крім того публікувався у щотижневій робітничій газеті «Гудок», яка була органом Спілки нафтопромислових робітників.
У 1907 році заарештований, в 1908 році висланий із Кавказу до міста Казані, де у 1909 році склав екстерном іспити за курс гімназії, отримав атестат зрілості. З 1909 по 1915 рік — студент медичного факультету Казанського університету. Під час навчання, за участь у студентських виступах, деякий час сидів у казанській в'язниці.
Після завершення університету з 1915 року працював лікарем лікарсько-спостережного пункту («холерного бараку») в селищі Васильсурськ Нижньогородської губернії, потім переведений до Владимирівки.
Після Лютневої революції 1917 року — член Бакинської ради робітничих депутатів, член комітету «Гуммет» у Баку.
У квітні 1918 року Ефендієв виїхав до Самарської губернії для лікування. Потім змушений був переїхати до Астрахані, де лікувався на місцевому грязьовому курорті в Тінаках. У серпні 1918 року вступив у так званий «Залізний полк» РСЧА, де займав посади політпрацівника та полкового лікар, брав участь в обороні Астрахані. У тому ж місяці захворів на запалення легенів, лежав у лазареті. Потім брав участь у придушенні двох астраханських повстань проти радянської влади.
У квітні 1919 року відправлений з Астрахані до Москви. Ухвалою Оргбюро ЦК РКП(б) у червні 1919 року призначений заступником голови Центрального Бюро комуністичних організацій народів Сходу при ЦК РКП(б) і одночасно комісаром у справах мусульман Закавказзя при Народному комісаріаті у справах національностей РРФСР. 21 червня 1919 року Центральне Бюро делегувало Ефендієва на нараду щодо вироблення статуту національних секцій РКП(б). Був делегатом Другого з'їзду комуністичних організацій народів Сходу, що відкрився в Москві 22 листопада 1919 року.
У лютому 1920 року за скеруванням ЦК РКП(б) виїхав на Кримський фронт, був у розпорядженні Кримського революційного комітету та Кримського обласного бюро РКП(б). Перебуваючи в Криму, працював на посаді голови комісії по боротьбі з висипним тифом, брав участь у боях біля Перекопа з врангелівцями.
10 травня 1920 року Кримське обласне бюро ЦК РКП(б) скерувало Ефендієва в радянський Азербайджан. Після прибуття, з травня по квітень 1920 року заміняв Д. Буніатзаде на посаді народного комісара освіти Азербайджанської РСР. 8 червня 1920 року вийшов наказ за підписом Ефендієва про перехід всіх приватних навчальних закладів до рук робітничо-селянської влади. У 1920 році обраний депутатом Бакинської ради робітничих, червоноармійських та матроських депутатів від Балахано-Сабунчинського району, був член виконавчого комітету Бакинської міської ради.
У червні 1920 — 1921 року — надзвичайний уповноважений ЦК КП(б) Азербайджану в Гянджинському повіті, комісар Гянджинської губернії.
У травні 1921—1924 роках — народний комісар землеробства Азербайджанської РСР.
У 1924—1927 роках — народний комісар робітничо-селянської інспекції Азербайджанської РСР та голова Центральної контрольної комісії КП(б) Азербайджану.
У 1927 — 15 грудня 1931 року — заступник голови Центрального виконавчого комітету (ЦВК) Азербайджанської РСР.
15 грудня 1931 — червень 1937 року — голова Центрального виконавчого комітету (ЦВК) Азербайджанської РСР.
Одночасно 28 січня 1932 — 1937 року — голова Центрального виконавчого комітету (ЦВК) Закавказької РФСР.
Директор та дійсний член Азербайджанського державного науково-дослідного інституту (АзДНДІ). Був членом Конституційної комісії, створеної Бюро ЦК КП(б) Азербайджану для розробки проекту нової Конституції Азербайджанської РСР. У березні 1937 року Ефендієв відкрив Надзвичайний IX Всеазербайджанський з'їзд Рад, на якому було прийнято нову Конституцію Радянського Азербайджану.
На XXII Бакинській партійній конференції, що відбулася у травні 1937 року, Ефендієва звинуватили у «приховуванні ворогів Радянської влади». У прийнятій за підсумками конференції резолюції було включено пункт про «нещиру поведінку С. М. Ефендієва, Г. Султанова та інших комуністів та про розслідування їхньої справи»». У червні 1937 року на засіданні XIII з'їзду КП(б) Азербайджану звинувачений в антирадянській, контрреволюційній діяльності.
24 червня 1937 року заарештований органами НКВС. 21 квітня 1938 року Військова колегія Верховного суду СРСР засудила Ефендієва до страти, того ж дня вирок було виконано в Баку.
23 листопада 1955 року генеральний прокурор СРСР Роман Руденко відправив до ЦК КПРС записку про реабілітацію Ефендієва. 30 листопада 1955 року члени Президії ЦК КПРС шляхом опитування схвалили пропозицію генерального прокурора СРСР. Згідно з вироком, винесеним 26 квітня 1956 року Військовою колегією Верховного суду СРСР, Ефендієв, як і низка інших керівних партійно-радянських працівників радянського Азербайджану, був необґрунтовано заарештований «за злочинною вказівкою Багірова».

## Нагороди
- орден Трудового Червоного Прапора Закавказької РФСР (1932)